# Stjepan Tomas
Stjepan Tomas (født 6. marts 1976 i Bugojno, Jugoslavien) er en kroatisk tidligere fodboldspiller (midterforsvarer).
Tomas spillede 49 kampe og scorede ét mål for Kroatiens landshold i perioden 1998-2006. Han var med i den kroatiske trup til både VM 2002 i Sydkorea/Japan, EM 2004 i Portugal og VM 2006 i Tyskland.
På klubplan repræsenterede Tomas blandt andet Dinamo Zagreb i hjemlandet, de tyrkiske storklubber Fenerbahçe og Galatasaray samt Rubin Kazan i Rusland.